# Vincent Boussard
Pour les articles homonymes, voir Boussard.
Vincent Boussard, né le 21 avril 1969 à Angers (France), est un metteur en scène français d'opéra et de théâtre.

## Biographie
Diplômé de l’ Université de Paris X (Maîtrise d’Études Théâtrales).
De 1996 à 2000, il dirige le Studio-Théâtre de la Comédie-Française (Paris), où il fait ses débuts de metteur en scène de théâtre.
Depuis 2000 Vincent Boussard se consacre principalement à la mise en scène d’opéra et signe une cinquantaine de spectacles avec pour collaborateurs réguliers Vincent Lemaire pour la scénographie  et Christian Lacroix pour les costumes. Il est également le scénographe et le costumier de certains de ses spectacles.
Ses débuts à l’opéra ont été marqués par ses collaborations avec William Christie, Teresa Berganza ainsi que Bernard Foccroulle, directeur du Théâtre Royal de la Monnaie (Bruxelles) où il est régulièrement invité,,.
Les productions de Vincent Boussard sont largement diffusées en Europe (Berlin Staatsoper Unter den Linden, Strasbourg Opéra National du Rhin, Barcelone Liceu, Francfort Oper, Toulouse Capitole, Hambourg Staatsoper, Bruxelles Théâtre Royal de la Monnaie, Vienne Theater an der Wien, Stockholm KO, Dresde Semperoper, Saint Gall Theater, Munich Staatsoper, Essen Aalto Theater, Marseille, Vilnius LNOBT, Riga LNOBOpéra Royal de Wallonie, Opéra de Lausanne, Oper Köln, Oper Dortmund...), en Asie (Tokyo New National Theatre, Séoul KNO, Opera Hong Kong) et aux États-Unis (San Francisco Opera, New-York BAM).
Il est aussi à l'affiche de nombreux festivals (Salzburg Osterfestspiele, Festival international d'art lyrique d'Aix-en-Provence, Festival de Musique ancienne d'Innsbruck, Festival des Deux Mondes de Spolète, Festival Amazonas d'opéra à Manaus, Festival Haendel de Halle, Cantiere Internazionale d'Arte di Montepulciano etc.).
Christian Thielemann, Daniel Harding, René Jacobs, Riccardo Frizza, Speranza Scapucci, Yves Abel, Patrick Fournillier, Alessandro de Marchi, Wayne Marshall, Renato Palumbo, Lionel Bringuier, Paolo Carignani, Carlo Montanaro, Daniel Oren, Sesto Quatrini, Mārtiņš Ozoliņš, Tito Ceccherini, Laurent Campellone, Frédéric Chaslin, Ruben Dubrovsky, Michele Spotti etc. figurent parmi les chefs d'orchestre avec lesquels il collabore.
Il a également mis en scène les spectacles des chanteurs Christophe (La Route des Mots - 2002) et Alain Bashung (La Tournée des Grands Espaces - 2004).
En Octobre 2021, la revue The Scenographer lui a consacré le numéro 1 de sa nouvelle collection Open Stage.
En 2009, Vincent Boussard a été nommé au grade de chevalier dans l'ordre des Arts et des Lettres.

## Actualités
En  2024, Vincent Boussard est à Marseille pour Les Noces de Figaro de Mozart (direction musicale de Michele Spotti), à Oper Dortmund pour une nouvelle production de La Traviata de Verdi et au New Center of Performing Arts (Pékin) pour Die Fledermaus de Johann Strauss. Il est également au jury de la 22ème édition du Concurso Maria Callas à Sao Paulo.

## Mises en scène

### Théâtre
- 1998 : Le Glossaire [6] de Max Rouquette, Studio-Théâtre de la Comédie-Française.
- 1999 : Escurial, trois acteurs, un drame… [7] d’après Ghelderode, Studio-Théâtre de la Comédie-Française.

### Opéra
- 2000 : Actéon de Marc-Antoine Charpentier et Dido and Aeneas de Purcell, les Arts Florissants (dir. William Christie)
- 2001 : Così fan tutte de Mozart, Escuela Reina Sofia (dir. Teresa Berganza)
- 2001 : Theodora, de Haendel, Teatro Liceo de Salamanca, Teatro Arriaga de Bilbao
- 2001 : Le Jardin des Voix (1re édition), les Arts Florissants (dir. William Christie)
- 2002 : La Descente d’Orphée aux enfers de Marc-Antoine Charpentier, les Arts Florissants (dir. William Christie)
- 2003 : Le Carrosse du Saint Sacrement d’Henri Busser, Opera-Studio de l’Opéra de Lyon
- 2003 : Il re pastore de Mozart, Théâtre Royal de La Monnaie - Bruxelles
- 2003 : Divertimento Berganza, Opéra Comique - Paris
- 2003 : Le Docteur Miracle d’Offenbach, Opera-Studio de l’Opéra de Lyon
- 2004 : Eliogabalo de Cavalli, Théâtre Royal de La Monnaie - Bruxelles [8]
- 2005 : Le Jardin des Voix (2e édition), les Arts Florissants (dir. William Christie)
- 2005 : Il Matrimonio Segreto de Cimarosa, Chapelle Reine Elisabeth - Théâtre Royal de La Monnaie - Bruxelles
- 2006 : Così fan tutte de Mozart, Théâtre Royal de La Monnaie - Bruxelles
- 2006 : Maria Golovin de Menotti, Opéra de Marseille
- 2006 : Don Giovanni de Mozart, Festwochen der Alten Musik - Innsbruck, Festival de Baden-Baden
- 2007 : Frühlings Erwachen de Benoît Mernier, Théâtre Royal de La Monnaie - Bruxelles
- 2007 : Le Nozze di Figaro, Festival International d’Aix-en-Provence
- 2007 : La Catena d’Adone, Mazzocchi, Flanders Opera Studio
- 2008 : Maria Golovin de Menotti, Festival Amazonas de Opera - Manaus
- 2008 : Tonadillas, Festival de teatro classico - Almagro
- 2008 : Sant’Agnese de Pasquini, Festwochen der Alten Musik - Innsbruck
- 2008 : Pelléas et Mélisande de Debussy, Flanders Opera Studio
- 2009 : Le Jardin des Voix (4e édition) les Arts Florissants (dir. William Christie)
- 2009 : Floridante de Haendel, Haendelfestspiele de Halle
- 2009 : Louise de Gustave Charpentier, Opéra National du Rhin - Strasbourg
- 2010 : Agrippina de Haendel, Staatsoper - Berlin
- 2010 : Dido and Æneas de Purcell, Brooklyn Academy of Music - New York
- 2010 : Hamlet de Thomas, Opéra de Marseille[9]
- 2011 : Candide de Bernstein, Staatsoper - Berlin
- 2011 : I Capuleti e i Montecchi de Bellini, Bayeriche Staatsoper - Münich
- 2011 : Carmen de Bizet, Opéra Royal - Stockholm
- 2012 : Adriana Lecouvreur de Cilea, Opéra de Francfort
- 2012 : Salomé de Richard Strauss, Theater Sankt Gallen
- 2012 : La finta giardiniera de Mozart, Festival International d’Aix-en-Provence
- 2012 : I Capuleti e i Montecchi de Bellini, San Francisco Opera
- 2012 : Madama Butterfly de Puccini, Staatsoper - Hambourg
- 2013 : Radamisto de Haendel, Theater an der Wien - Vienne
- 2013 : Les Pêcheurs de perles de Bizet, Opéra National du Rhin - Strasbourg
- 2013 : Ezio de Gluck, Opéra de Francfort
- 2014 : Aufstieg und Fall der Stadt Mahagonny de Brecht/Weil, Staatsoper - Berlin
- 2014 : La Favorite de Donizetti, Théâtre du Capitole - Toulouse
- 2014 : Un ballo in maschera de Verdi, Théâtre du Capitole - Toulouse
- 2014 : L’Amico Fritz de Mascagni, Opéra National du Rhin - Strasbourg
- 2015 : La Fanciulla del West de Puccini, Staatsoper - Hambourg
- 2015 : La Traviata de Verdi, New National Theater - Tokyo
- 2015 : Manon de Massenet, Opéra National de Lituanie - Vilnius
- 2016 : Otello de Verdi, Osterfestpiele Salzburg
- 2016 : Lohengrin de Wagner, Theater Sankt Gallen
- 2017 : Le Prophète de Meyerbeer, TUP Essen Aalto Theater
- 2017 : Otello de Verdi, Sachsische Staatsoper - Dresde
- 2017 : Un Ballo in Maschera de Verdi, Gran Teatre del Liceu de Barcelone
- 2017 : Manon de Massenet, San Francisco Opera
- 2017 : I Capuleti e i Montecchi de Bellini, Opéra National de Lituanie - Vilnius
- 2018 : Manon de Massenet (nouvelle production), Korea National Opera  - Séoul [10]
- 2018 : I Puritani de Bellini, Opéra de Francfort[11]
- 2019 : Le Nozze di Figaro de Mozart, Opéra de Marseille
- 2019 : Dialogues des Carmélites de Poulenc, Opéra National de Lettonie - Riga
- 2019 : Candide de Bernstein (nouvelle production), Opéra National de Lituanie - Vilnius
- 2019 : Les Contes d'Hoffmann d’Offenbach, Korea National Opera  - Séoul [10]
- 2022 : Mignon de Thomas, Opéra Royal de Wallonie - Liège
- 2022 : Rita de Donizetti, 47ème Cantiere Internazionale d'Arte di Montepulciano
- 2022 : Werther de Massenet, Opéra de lausanne
- 2023 : Deux hommes et une femme de Donizetti, Opéra de Tours
- 2023 : Giulio Cesare in Egitto de Haendel, Opéra de Cologne
- 2023 : Adriana Lecouvreur de Cilea (nouvelle production), Opéra National de Lettonie - Riga
- 2023 : La Traviata de Verdi, (nouvelle production), Korea National Opera  - Séoul [10]
- 2023 : Tosca de Puccini, Opera Hong Kong
- 2024 : La Traviata de Verdi, (nouvelle production), Oper Dortmund

### Spectacle
- 2002 : Christophe, La Route des Mots, Olympia (Victoire de la Musique 2002)
- 2004 : Alain Bashung, La Tournée des Grands Espaces, Bataclan